# Mykola Semena
Mykola Semena (en ukrainien : Микола Семена ; né en 1950) est un journaliste ukrainien qui a travaillé pour Radio Free Europe/Radio Liberty (RFE/RL) au milieu des années 2010.
En 2016, il est arrêté par les autorités russes en Crimée et jugé l'année suivante. Il a été reconnu coupable de séparatisme et s'est vu interdire de travailler comme journaliste. La condamnation du tribunal a été critiquée par un certain nombre de gouvernements occidentaux et d'organisations non gouvernementales ("ONG").

## Carrière
Mykola Semena a travaillé pour Radio Free Europe/Radio Liberty au milieu des années 2010.
En avril 2016, il est arrêté par les autorités russes en Crimée et accusé d'avoir agi « contre l'intégrité territoriale de la fédération de Russie ». L'accusation est fondée sur l'article 280.1 du Code pénal russe, qui a été adopté peu après l'annexion de la Crimée par la Russie en 2014. L'article 280.1 criminalise la remise en cause de la souveraineté de la Russie sur la Crimée en tant que territoire russe. En septembre 2017, il est reconnu coupable de « séparatisme » et écope d'une peine de deux ans et demi avec sursis. Il est interdit pendant trois ans "d'activités publiques", dont le journalisme, et est interdit de quitter la Russie.
Sa condamnation est critiquée comme "politiquement motivée" par un certain nombre de gouvernements occidentaux et par plus de deux douzaines d'ONG, dont beaucoup sont affiliées au Comité d'Helsinki pour les droits de l'homme. L'Organisation pour la sécurité et la coopération en Europe a déclaré que « le cas de Semena nous rappelle à tous la pratique arbitraire consistant à faire taire les voix critiques en Crimée ». RFE/RL a décrit le verdict comme « faisant partie d'un effort orchestré par les autorités russes en Crimée pour faire taire les voix indépendantes ». L'Union européenne a qualifié sa condamnation de « violation manifeste de la liberté d'expression et des médias » et a exigé sa libération immédiate, ainsi que celle de plusieurs autres journalistes qu'elle juge injustement emprisonnés par la Russie,. Mykola Semena lui-même a qualifié la peine qui lui avait été infligée de « peine contre le journalisme en Russie ».
Peu de temps après son arrestation en 2016, il reçoit le premier prix Pavel Sheremet du Partenariat oriental « en reconnaissance du fait qu'il n'avait pas peur de risquer sa liberté et sa sécurité, en défendant la liberté d'expression en Crimée ». Il n'a pas été autorisé à quitter la Russie pour accepter le prix en personne. En février 2019, le ministère ukrainien de la politique de l'information et le ministère des Affaires étrangères ont nommé Semena et un autre journaliste ukrainien, Roman Sushchenko - qui avaient également été arrêtés et condamnés par la Russie, selon le gouvernement ukrainien illégalement - pour l'UNESCO / Guillermo Cano World Press Prix Liberté.
En 2019, Mykola Semena publie un livre, The Crimean Report, sur l'annexion de la Crimée par la Russie en 2014.